# Un eroe sconosciuto
Un eroe sconosciuto (Unsung Hero) è un film del 2024 diretto da Joel Smallbone e Richard L. Ramsey.

## Trama
Australia, 1991. David Smallbone è un manager discografico che vive nel benessere assieme alla moglie Helen e ai loro sei figli, con un settimo che sta per nascere. Tuttavia la sua attività entra in crisi quando, dopo aver investito ogni risorsa in un tour di Amy Grant, l'Australia entra in recessione e David finisce con il perdere i suoi averi e la sua reputazione. Decide allora di trasferirsi con la famiglia a Nashville, negli Stati Uniti, credendo di potervi concludere un affare per l'avvio di una nuova etichetta discografica, ma l'affare sfuma e David si ritrova con la famiglia a svolgere lavori umili, come la pulizia di case e giardini, per poter tirare avanti in attesa di un'occasione migliore, mentre la chiesa locale li sorregge moralmente ed economicamente. Nonostante il crescente sconforto di David e dei figli, la moglie Helen trova costantemente il modo di incoraggiare la famiglia e di non farla perdere d'animo. Un'occasione si presenta quando Rebecca, la figlia maggiore, dotata di abilità canore, fa un provino presso un'etichetta che in un primo tempo le propone di incidere un disco, ma in seguito la proposta sfuma. David apprende nel contempo che suo padre è morto in Australia e cade in una profonda depressione. Helen riesce però a dimostrarsi l'eroe della famiglia aiutando David a riprendersi e a consigliarlo su un nuovo provino per Rebecca, che questa volta va a buon fine e la ragazza raggiunge presto il successo.

## Produzione
Il film è basato sulla vera storia della famiglia Smallbone ed è un esordio alla regia per Joel Smallbone, che inoltre recita come attore nel ruolo di David Smallbone, suo padre. Nel film Joel, all'epoca bambino, è interpretato da Diesel La Torraca. Lo stesso Joel, come la sorella maggiore Rebecca, ha poi avuto una carriera da cantante, formando il duo musicale For King & Country con il fratello Luke. Il titolo del film Unsung Hero deriva infatti dal titolo di una canzone che il duo ha dedicato ai propri genitori.

## Distribuzione
Il film è uscito nelle sale statunitensi il 26 aprile 2024, distribuito da Lionsgate.